# Dictyonemobius pallidus
Dictyonemobius pallidus är en insektsart som beskrevs av Andrej Vasiljevitj Gorochov 1986. Dictyonemobius pallidus ingår i släktet Dictyonemobius och familjen syrsor. Inga underarter finns listade i Catalogue of Life.